# Urbana (tarjeta)
Urbana es un tipo de tarjetas inteligentes que utiliza tecnología sin contacto (o RFID), implementada en la ciudad argentina de Bahía Blanca, inicialmente para su uso en el sistema local de colectivos de corta y mediana distancia. Urbana fue desarrollada por la empresa EYCON S.A., y pertenece al sistema e-Bus creado por la misma.
Este sistema reemplazó al viejo Tarjebús, también una tarjeta, pero de material descartable y tecnología de banda magnética, implementado hace ya varios años para sustituir el clásico boleto, que era abonado al conductor al subir a la unidad. Urbana fue el único medio para abonar un viaje en colectivo, una vez que Tarjebús fue retirado definitivamente del servicio.
Actualmente, Urbana solo sirve para pagar parquimetros para estacionamiento en la zona céntrica de Bahía Blanca. Fue dada de baja para todas las líneas de colectivos y fue reemplazada por la tarjeta SUBE (Sistema Único de Boleto Electrónico).

## Sistema e-Bus
Urbana es una aplicación del sistema e-Bus desarrollado por la empresa Eycon S.A., con asiento en la localidad de Bahía Blanca.
El e-Bus es un Sistema de Gestión del Transporte Público de Pasajeros que está compuesto por los siguientes módulos: 
- Monedero Electrónico basado en tarjetas de proximidad.[3]
- Terminal para el conductor que incluye tecnología GPS para proporcionar información que permite el monitoreo de la calidad del servicio prestado, transmitiendo diversos datos como la posición de la unidad y velocidad de la misma mediante comunicaciones de datos en tiempo real usando la red de telefonía celular (GPRS).

El sistema también tiene la capacidad de gestión de alarmas (pánico, emergencia médica, emergencia mecánica, etcétera).
Es necesario el empleo de un servidor principal encargado de almacenar y administrar la base de datos, que comprende tanto la información de los usuarios que poseen tarjetas personalizadas, como los datos y registros de las unidades GPS de cada terminal, entre otros tipos de información.
Existen dos tipos de dispositivos que recargan las tarjetas, utilizados en los locales comerciales que ofrecen el servicio:
1. Para aquellos locales de venta que cuentan con conexión permanente a Internet y por lo menos una computadora personal (PC), se ha diseñado un dispositivo de recarga que se conecta a la PC disponible y que, mediante un software específico, permite la recarga de las tarjetas del sistema. El Punto de venta se abastece en forma mayorista de manera electrónica, pudiendo el operador realizar compras mediante tarjeta de crédito, débito u otro medio electrónico de pago.
2. El segundo tipo de dispositivos, está pensado para aquellos lugares en los que, o bien no se cuenta con conexión a Internet en forma permanente, o que no poseen una PC. Es de tipo autónomo y de pequeñas dimensiones, conectado a Internet mediante la Red de Telefonía Celular utilizando el servicio GPRS de la misma. También se abastece en forma mayorista de manera electrónica, pudiendo el Operador realizar compras mediante tarjeta de crédito, débito u otro medio electrónico de pago.

## Tarjeta recargable
Urbana es un tipo de tarjeta MIFARE que cumple con las normas ISO/IEC 14443 A.
Cada tarjeta recargable posee una numeración única e irrepetible grabada tanto en su electrónica como en área de datos específicos de la misma, en forma única e irrepetible, con el fin de evitar duplicaciones y falsificaciones.
La “integridad de datos” es controlada por comprobación de redundancia cíclica o “Código de Redundancia Cíclica” (CRC) a nivel de registro. Esto es, por cada 7 bytes (caracteres o elementos de datos) grabados, se graba 1 byte adicional complementario a los otros 7 bytes, de modo de poder verificar la correcta lectura o escritura.

### Características técnicas
- Transmisión de datos y energía: sin contacto (contactless, no requiere baterías).
- Distancia de operación: hasta 1 dm dependiendo de la geometría de la antena.
- Frecuencia de operación: 13,56 MHz.
- Velocidad de transferencia de datos: 106 kbits/s.
- Control de integridad de datos: CRC de 16 bits, paridad, codificación de bit, cuenta de bits y anticolisión.
- Tiempo típico de transacción: <100 ms.